# Кадырова, Назифа Жаватовна
Назифа (Насифа) Жаватовна Кадырова (баш. Нәзифә Жәүәт ҡыҙы Ҡадирова, тат. Нәзифә Җәвәт кызы Кадыйрова, ур. Амирова (Әмирова); род. 13 апреля 1954 года, с. Ахуново Учалинского района БАССР) — татарская и башкирская певица. Народная артистка Башкирской АССР (1987). Заслуженная артистка Республики Татарстан (1996). Заслуженная артистка Российской Федерации (2005).

## Биография
Назифа (Насифа) Жаватовна Амирова родилась 13 апреля 1954 года в селе Ахуново Учалинского района БАССР. Отец певицы работал ветеринаром. Окончила музыкальное училище в Уфе.
С 1971 года — солистка Башкирской государственной филармонии.
Исполнительница башкирских и татарских народных песен, песен современных композиторов. В 1982 году фирма «Мелодия» выпустила диск-гигант с её записями.
Назифа Жаватовна — дипломант Всесоюзного телеконкурса «С песней по жизни» (М., 1979) и Всесоюзного конкурса исполнителей советской песни «Сочи-1980», лауреат Государственной премии имени Салавата Юлаева (1994).
В 1993 году на Фестивале в Турции завоевала премию «Золотой банан».
В 2001 году пела в первой башкирской рок-опере на русском языке «Звезда Любви», написанной башкирским композитором, заслуженный деятелем искусств России Салаватом Низаметдиновым.

### Семья
Муж, Габдрахман Кадыров, мотогонщик, неоднократный чемпион мира. В семье до самой смерти жила мама Габдрахмана Кадырова. Дочка, внуки.

## Награды
- Медаль «За труды в культуре и искусстве» (5 мая 2025) — за большой вклад в развитие отечественной культуры и искусства, многолетнюю плодотворную деятельность[1]
- Заслуженная артистка Российской Федерации (3 апреля 2005) — за заслуги в области искусства[2].
- Народная артистка Башкирской АССР (1987)
- Заслуженная артистка Башкирской АССР (1982)
- Заслуженная артистка Республики Татарстан (1996)
- Государственная премия имени Салавата Юлаева (1994)